# Djibouti i olympiska sommarspelen 1984
Djibouti deltog i de olympiska sommarspelen 1984 med en trupp bestående av tre deltagare, men ingen av landets deltagare erövrade någon medalj.

## Friidrott
Herrarnas maraton
- Djama Robleh — 2:11:39 (→ 8:e plats)
- Ahmed Salah — 2:15:59 (→ 20:e plats)
- Abdilahi Charmake — 2:19:11 (→ 32:a plats)